# Friedrich Holl
Friedrich Holl, auch C. Friedrich Holl (* 7. März 1794 in Dresden; † 9. September 1856 ebenda) war ein sächsischer, deutscher Apotheker, Pharmazeut, Botaniker und Paläontologe. Sein offizielles botanisches Autorenkürzel lautet „Holl“.

## Leben
Friedrich Holl absolvierte eine Zeit gemeinsam mit Friedrich Heinrich Biltz (1790–1835) eine Apothekerlehre bei Carl Gottfried Bünger (1768–1813) in der Löwenapotheke in Dresden, war dann in der Lehre in Itzehoe und Eckernförde, in der Zeit um 1817/1818 in einer Apotheke in Lübbenau, wurde 1823 Provisor in einer Eckernförder Apotheke und kehrte 1825 nach Dresden zurück, wo er im Februar 1825 für Franz Wilhelm Sieber die Apenninen bereiste, die „Flora appeninica, apennina“ sammelte und danach 1826 in Prag die Laubmoose in dessen Sammlungen ordnete. Im Jahr 1827 reiste er im Auftrag des ökonomisch-technisch-naturhistorischen Reisevereins im Königreich Sachsen als Botaniker in das botanisch zu dieser Zeit noch wenig erforschte Portugal. Von seiner dabei in Sintra, auf Madeira sowie darüber hinaus auch in Spanien gemachten Sammelausbeute sind zahlreiche Belege im von Carl Friedrich Reichel angelegten Reichel-Herbarium überliefert, das heute im Naturalienkabinett Waldenburg aufbewahrt wird.

Friedrich Holl interessierte sich eingehend für Paläontologie und gab von 1829 bis 1830 in vier Bändchen ein Handbuch der Petrefactenkunde heraus, das er dem Forstwissenschaftler und Fossiliensammler Heinrich Cotta widmete und zu dem der Dresdner Arzt und Medizinhistoriker Johann Ludwig Choulant 1830 eine Einleitung veröffentlichte. 

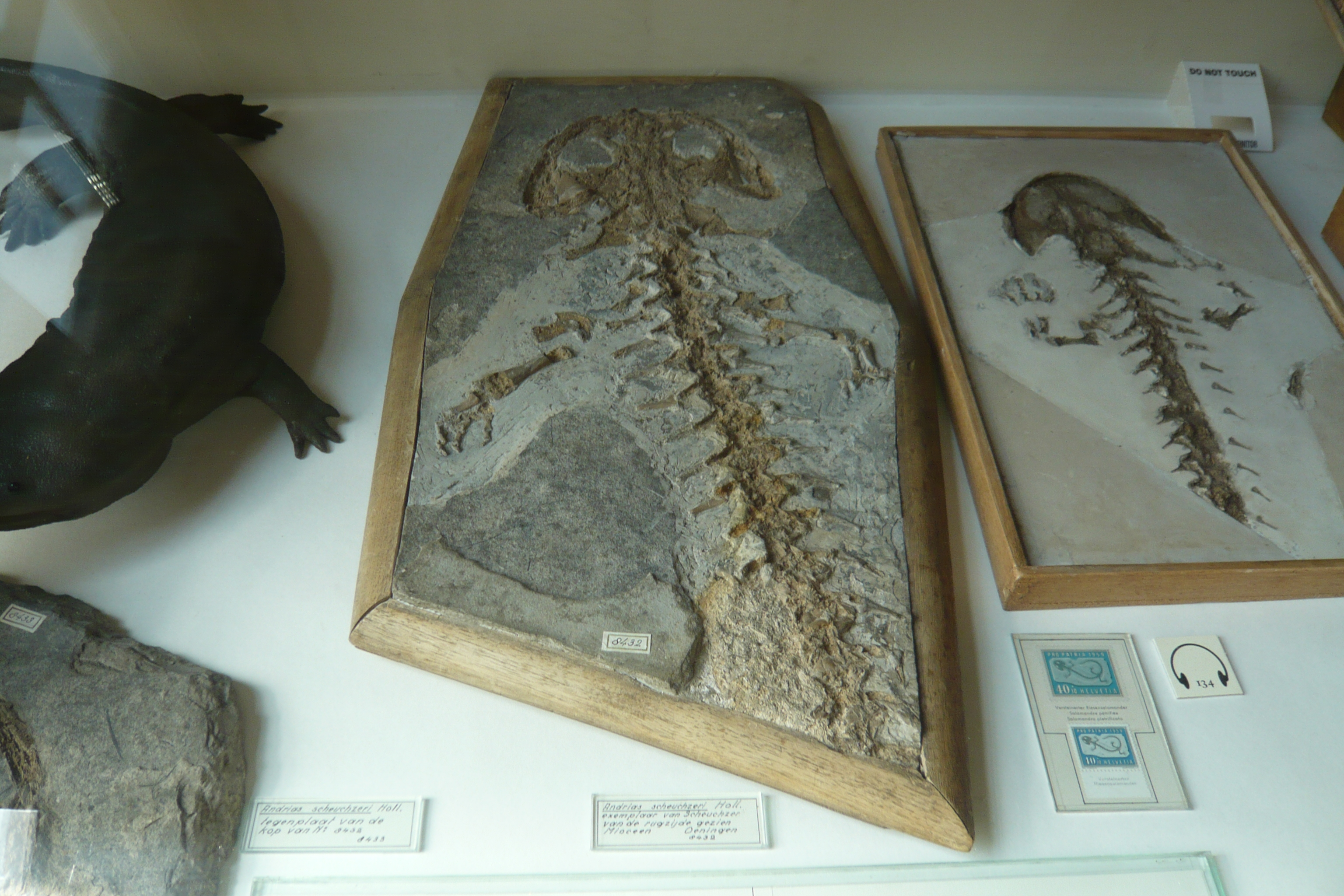
Fossilien von Andrias scheuchzeri (Holl, 1829) im Teylers Museum in Haarlem (Niederlande).

In diesem Werk gelang Friedrich Holl 1829 mit der Benennung und Beschreibung von Salamandra Scheuchzeri Holl die wissenschaftlich gültige Erstbeschreibung des 1725 in den Öhninger Kalken bei Öhningen am Südhang des Schiener Berges gefundenen und 1726 vom Zürcher Stadtarzt und Naturforscher Johann Jacob Scheuchzer als „Homo diluvii testis“ (lateinisch, „der die Sintflut bezeugende Mensch“) beschrieben Riesensalamanders, einem großwüchsigen Vertreter der Schwanzlurche aus der Familie der Riesensalamander (Cryptobranchidae), der aktuell als Andrias scheuchzeri (Holl, 1829) benannt wird.
Weiterhin ist er Erstbeschreiber des von ihm zu Ehren des Naturforschers August Friedrich Schweigger benannten fossilen Skorpions Scorpio schweiggeri Holl, 1829, der als Einschluss in Baltischem Bernstein (Alter: 40 Millionen Jahre) überliefert wurde und bis heute eine der größten Raritäten unter den Bernstein-Fossilien darstellt. Der Holotyp gilt heute als verschollen. 
In der Zeit ab 1831 war Friedrich Holl zunächst Apothekergehilfe und dann ab 1833 Privatlehrer für Pharmazie. In der Zeit ab 1838 wirkte er als Botaniklehrer und zusätzlich ab 1842 auch als Mitvorstand am gemeinsam mit Otto Rudolph Abendroth (1811–1864) in Dresden gegründeten Pharmazeutischen Institut. Nachdem er 1839 sein Ziel des Magister philosophiae-Titels mit dem Leipziger Botaniker Gustav Kunze besprochen und in der Folge Mitte des Jahres 1839 Moritz Wilhelm Drobisch an der Universität Leipzig seine Magisterunterlagen zugeleitet hatte, promovierte Friedrich Holl im Folgejahr zum Dr. phil.
Im Jahr 1842 erschien die gemäß Titelblatt gemeinsam von Friedrich Holl und Gustav Heynold bearbeitete Flora von Sachsen. Der erste und einzige Band Phanerogamie wie auch der unter dem Titel Clavis generum veröffentlichte Gattungsschlüssel zur Flora von Sachsen wurden allerdings von Heynhold allein verfasst. Der Kryptogamenband, den Friedrich Holl übernehmen wollte, ist nie erschienen.
Er war Mitglied der für kurze Zeit bestehenden Accademia Truentina di Ascoli, im Kreis Neustadt Dresden Mitglied des Apotheker-Vereins in Norddeutschland und seit 1840 Mitglied der Botanischen Gesellschaft zu Regensburg.
Franz Wilhelm Sieber benannte ihm zu Ehren die Moos-Gattung Hollia Sieber 1826 (Dicnemonaceae). Die von Gustav Heynhold ihm zu Ehren benannten Taxa Hollia Heynh. 1840 (Rhamnaceae) und Hollia Heynh. 1846 (Liliaceae, Anthericaceae) gelten heute als Synonyme der Taxa Noltea bzw. Chlorophytum.
Von seiner umfangreichen Korrespondenz mit dem Leipziger Botaniker Gustav Kunze sind zahlreiche Briefe aus dem Zeitraum 1814 bis 1842 in dessen an der Leipziger Universitätsbibliothek aufbewahrtem Nachlass überliefert.

## Schriften
- mit Johann Karl Schmidt: Deutschlands Schwämme in getrockneten Exemplaren, Lfg. 1–2 (=Nr. 1–50), 1815
- Excursion nach dem Pico Ruivo auf der Insel Madeira. In: Flora oder Botanische Zeitung, 12, 2, 1829, S. 689–704 (Digitalisat)
- Verzeichnis der auf der Insel Madeira beobachteten Pflanzen, nebst Beschreibung einiger neuer Arten. In: Flora oder Botanische Zeitung, 13, 1, 1830, S. 369–392 (Digitalisat)
- Handbuch der Petrefactenkunde, Erstes Bändchen, Hilscher, Dresden 1829, (Digitalisat).
- Handbuch der Petrefactenkunde, Zweites Bändchen, Hilscher, Dresden 1829, (Digitalisat).
- Handbuch der Petrefactenkunde, Drittes Bändchen, Hilscher, Dresden 1830, (Digitalisat).
- Handbuch der Petrefactenkunde, Viertes Bändchen, Hilscher, Dresden 1830, (Digitalisat).
- Wörterbuch deutscher Pflanzennamen. Keysersche Buchhandlung, Erfurt 1833. (Digitalisat)
- mit Gustav Heynhold: Flora von Sachsen. Beschreibung der im Königreiche Sachsen, dem Herzogthume Sachsen preußischen Antheils, den Großherzoglich und Herzoglich Sächsischen Landen Ernestinischer Linie, den Herzoglich Anhaltischen, Fürstlich Schwarzburgischen und Fürstlich Reussischen Landen wildwachsenden und allgemein angebauten Pflanzen, mit besonderer Berücksichtigung ihrer Anwendung in der Pharmacie, Technologie und Oekonomie, Erster Band, Erste Abtheilung,  Phanerogamie von Gustav Heynold, Justus Raumann, Dresden 1842. (Digitalisat)
- mit Gustav Heynhold: Flora von Sachsen, Erster Band (=Nr. 1.2), Dresden 1842. (Digitalisat)
- mit Gustav Heynhold: Clavis generum zur Flora von Sachsen. Eine synoptische Darstellung der zu diesem Florengebiet gehörigen Gattungen der ersten Abtheilung (der Phanerogamen), zum erleichterten Bestimmen, nebst einem deutschen Register derselben, Bearbeitet von Gustav Heynhold, Justus Raumann, Dresden 1843. (Digitalisat)
- Handbuch der Petrefactenkunde. Eine Beschreibung aller bis jetzt bekannten Versteinerungen aus dem Thier- und Pflanzenreich. Mit einer Einleitung über die Vorwelt der organischen Wesen auf der Erde von Dr. Ludwig Choulant. Neue Ausgabe, Verlag der Ernst’schen Buchhandlung, Quedlinburg und Leipzig 1843. (Digitalisat)
- Ueber Verfälschungen der rohen Droguen. In: Archiv der Pharmacie, LXXXIX, Hannover 1844, S. 473–477 (Digitalisat)